# Ramiro López
Ramiro López es un futbolista argentino que juega de Mediocampista y su club actual es Argentino de Quilmes de la Primera B de Argentina.

## Clubes
| Club                   | País      | Año           | PJ | Goles |
| ---------------------- | --------- | ------------- | -- | ----- |
| El Porvenir            | Argentina | 2003 - 2004   | 0  | 0     |
| Almagro                | Argentina | 2004 - 2007   | 27 | 0     |
| Sportivo Italiano      | Argentina | 2007-2008     | 55 | 8     |
| Defensores de Belgrano | Argentina | 2008-2009     | 42 | 7     |
| Deportivo Morón        | Argentina | 2010          | 15 | 5     |
| Deportivo Merlo        | Argentina | 2010-2012     | 70 | 13    |
| Patronato de Paraná    | Argentina | 2012-2013     | 29 | 0     |
| Sarmiento (Junín)      | Argentina | 2013-2014     | 38 | 7     |
| San Martín de San Juan | Argentina | 2014 - 2015   | 22 | 3     |
| Arsenal                | Argentina | 2015 - 2016   | 14 | 1     |
| Los Andes              | Argentina | 2016 - 2017   | 18 | 2     |
| Villa Dálmine          | Argentina | 2017 - 2018   | 22 | 3     |
| Arsenal                | Argentina | 2018 - 2019   | 18 | 2     |
| Barracas Central       | Argentina | 2019-2020     | 19 | 2     |
| San Telmo              | Argentina | 2020-2022     | 5  | 3     |
| Argentino de Quilmes   | Argentina | 2023-presente | 7  | 1     |

## Palmarés
| Título             | Club    | País      | Año     |
| ------------------ | ------- | --------- | ------- |
| Primera B Nacional | Arsenal | Argentina | 2018/19 |